# آري ألتر
آري ألتر (بالعبرية: אריה אלטר‏) هو لاعب كرة قدم إسرائيلي، ولد في 4 يونيو 1961 في هرتسليا في إسرائيل. شارك مع منتخب إسرائيل لكرة القدم. أما مع النوادي، فقد لعب مع مكابي نتانيا ونادي هبوعيل بئر السبع.

## وصلات خارجية
- آري ألتر على موقع قاعدة بيانات كرة القدم.إي يو (الإنجليزية)
- آري ألتر على موقع ناشيونال فوتبول تيمز (الإنجليزية)